# Dibate
Dibate – miasto w zachodniej Etiopii, nazwane od jednego z lokalnych plemion. Położone w Strefie Metekel Regionu Beniszengul-Gumaz, na wysokości 1438 m n.p.m. Według danych szacunkowych na rok 2010 liczy 5 676 mieszkańców.